# Зонально-разнотравно-ковыльная степь
Зонально-разнотравно-ковыльная степь — памятник природы областного значения, расположенный в Краснозёрском районе Новосибирской области. Площадь — 20,5 га.

## Расположение и площадь
Памятник природы находится на межколочной поляне в 7 км западнее села Лотошного и является уникальным фрагментом природы естественного степного сообщества.
Площадь охраняемой территории — 20,5 га (луг — 18,47 га, лес — 2,03 га).

## Растительный мир

### Растительные сообщества
Богаторазнотравно-ковыльная степь и осиново-березово-разнотравно-злаковые сообщества

### Виды растений
Зарегистрировано 130 видов высших сосудистых растений: 8 из них — «редкие», 2 вида занесены в Красную книгу Новосибирской области, 2 — в Красную книгу России (ковыль Залесского и ковыль перистый).

## Фауна
- птицы — 52 вида
- млекопитающие — 19 видов
- земноводные — 3 вида
- пресмыкающиеся — 3 вида
- беспозвоночные животные — 167 видов[1][2][3]